# خشکی چشم
خشکی چشم به علت کاهش یا فقدان مزمن اشک و رطوبت سطح چشم ایجاد می‌شود. این وضعیت ممکن است سبب تحریک و ناراحتی خفیف ولی دائمی یا التهاب قسمت قدامی چشم شود.

## نشانه‌ها
احساس خشکی، سوزش، خراشیدگی و کاهش دید گذرا (معمولاً با چند بار پلک زدن برطرف می‌شود) از علائم خشکی چشم هستند. پزشک ممکن است برای تائید بیماری میزان اشک را اندازه‌گیری کند.
در بعضی بیماران گاهی خشکی زیاد چشم باعث تحریک بیش از حد جزء آبکی اشک شده و منجر به آبریزش می‌شود. گاهی نیز بیمار احساس وجود جسم خارجی در چشم می‌کند.

## دلیل
در این بیماری اشک به میزان کافی یا با ترکیب مناسب تولید نمی‌شود. همچنین ممکن است به دلیل وضعیت غیرطبیعی پلک‌ها یا ترکیب نامناسب اشک به سرعت تبخیر شود.
علل خشکی چشم متفاوت است. بسیاری از اوقات با افزایش سن در برخی افراد (بویژه خانم‌ها) میزان ترشح اشک کم شده و علائم ایجاد می‌شود. گاهی ممکن است از عوارض داروها مثل ترکیبات آنتی‌هیستامین، ضد افسردگی، ضد فشار خون و... باشد.
این بیماری ممکن است در جاهای گرم و خشک، بادخیز و پر گرد و غبار نیز ایجاد شود.
از دیگر دلایل می‌توان به کم پلک زدن نیز اشاره کرد مثلاً به هنگام کار مداوم با رایانه یا بیماران دچار پارکینسون که تعداد دفعات پلک‌زدنشان کم است، اشک به مقدار زیادی تبخیر شده و سطح چشم خشک می‌شود.
خشکی چشم گاهی یک علامت بیماری سیتمیک مثل لوپوس، آرتریت روماتوئید، روزاسه یا سندروم شوگرن است.
استفاده طولانی از لنز تماسی نیز از علل دیگر است.
در مطالعات اخیر استعمال دخانیات نیز جزء عوامل مؤثر در خشکی چشم شناخته شده‌است.

## درمان
این بیماری معمولاً وضعیتی در حال پیشرفت است که بسته به علت آن ممکن است قابل درمان نباشد ولی با تمهیداتی می‌توان علائم سوزش، تحریک و احساس جسم خارجی را بر طرف نمود یا کم کرد.
قطرهٔ اشک مصنوعی و پمادهای مرطوب و چرب‌کننده معمولاً در درمان این وضعیت استفاده می‌شوند.

## یافته های تازه
(دی پیریدامول) موجب مهار نسخه برداری و مشابه سازی کاردیو ویروس در درون سلول میزبان میشود .
قطره دی پیریدامول موجب کاهش و بهبود ناخنک (زائده) چشم و (خشکی چشم) میشود .
https://www.karger.com/Article/FullText/362113
https://www.ncbi.nlm.nih.gov/pmc/articles/PMC1193570
https://www.ncbi.nlm.nih.gov/pmc/articles/PMC3995373